# Куварин, Иван Яковлевич
Иван Яковлевич Куварин (11 сентября 1904 года, д. Погорелка, Ярославская губерния — 29 июля 1985 года, Москва) — советский хозяйственный, государственный и политический деятель.

## Биография
Родился в Ярославской губернии в 1904 году в русской крестьянской семье.
С 1920 года — на хозяйственной, общественной и политической работе. В эти сложные для страны годы — был у истоков создания первой в Некоузском районе комсомольской ячейки.. В 1924 году вступил в РКП(б). Вскоре становится председателем бюро детских коммунистических групп города Рыбинска, а с 1924 по 1929 годы — является одним из первых директоров Центрального городского Дома пионеров.
В 1930-е годы — организатор и председатель колхоза «Красный льновод», слушатель Рыбинского педагогического техникума, учился в Ивановском отделении института Красной профессуры.
Чуть позднее по распоряжению ЦК КПСС на протяжении 6 лет работал 1-м секретарём Алданского районного комитета ВКП(б) в Якутии.
В период Великой Отечественной войны — ответственный организатор Оргинструкторского отдела ЦК ВКП(б). Участвовал в формировании истребительных батальонов и создании партизанских отрядов. Отмечен правительственными наградами, удостоен орденов и медалей.
В 1946 году — 2-й секретарь Областного комитета ВКП(б)Тувинской автономной области.
Избирался депутатом Верховного Совета СССР 1-го и 2-го созывов, а также представлял Тувинскую автономную область в Совете Национальностей Верховного Совета Союза Советских Социалистических Республик.
Впоследствии с успехом преподавал на кафедре политэкономии в Московском авиационном институте, доцент, кандидат экономических наук, профессор.

## Награды
- Орден Отечественной войны I степени
- Орден Красной Звезды[2][8]
- Орден «Знак Почёта»
- Медаль «За победу над Германией»[9]
- Медаль «За оборону Москвы»
- Медаль «За доблестный труд. В ознаменование 100-летия со дня рождения В.И.Ленина»
- Медаль «30 лет Победы в Великой Отечественной войне 1941-1945 гг.»
- Медаль «40 лет Победы в Великой Отечественной войны 1941-1945 гг.»
- Медаль «50 лет Вооружённых Сил СССР»